# Kanton Allonnes (Sarthe)
Kanton Allonnes is een voormalig kanton van het Franse departement Sarthe. Kanton Allonnes maakte deel uit van het arrondissement Le Mans en telde 18.732 inwoners (1999). Het werd opgeheven bij decreet van 24 februari 2014 met uitwerking op 22 maart 2015. De gemeenten werden opgenomen in het kanton Le Mans-7.

## Gemeenten
Het kanton Allonnes omvatte de volgende gemeenten:
- Allonnes (hoofdplaats)
- Chaufour-Notre-Dame
- Fay
- Pruillé-le-Chétif
- Rouillon
- Saint-Georges-du-Bois